# 宇佐東町
宇佐東町（うさひがしまち）は、岐阜県岐阜市の町名。郵便番号は500-8366（集配局:岐阜中央郵便局）。

## 地理
岐阜市南部に位置し、東は六条北4丁目、南は宇佐南1丁目、北は柳森町1丁目、北西は宇佐2丁目に接する。

## 世帯数と人口
2024年（令和6年）4月1日現在の世帯数と人口は以下の通りである。
| 町丁     | 世帯数  | 人口  |
| -------- | ------- | ----- |
| 宇佐東町 | 294世帯 | 607人 |

## 学区
市立小・中学校に通う場合、学区は以下の通りとなる。
| 地域 | 小学校             | 中学校             |
| ---- | ------------------ | ------------------ |
| 全域 | 岐阜市立三里小学校 | 岐阜市立陽南中学校 |

## 歴史

### 沿革
- 1979年（昭和54年）3月1日 - 六条・宇佐の各一部より、宇佐東町が成立[6][4]。

## 施設
- ステラ保育園
- 神明神社

## 交通
- 岐阜県道1号岐阜南濃線（岐阜県道77号岐阜環状線重複）